# Shape of My Heart (Sting)
Shape of My Heart je pjesma engleskog glazbenika Stinga koja se nalazi na desetom mjestu njegovog četvrtog studijskog albuma Ten Summoner's Tales. Šansonu je napisao gitarist Dominic Miller a objavljena je u ožujku 1993.
Stingova pjesma je korištena u odjavnom creditsu Bessonovog trilera Léon iz 1994.
Na temelju Stingovog singla mnogi glazbenici su stvorili vlastite, nešto promijenjene verzije:
| Glazbenik    | Pjesma                       | Album                     | Godina | Napomena                                              |
| ------------ | ---------------------------- | ------------------------- | ------ | ----------------------------------------------------- |
| Monica       | Take Him Back                | The Boy Is Mine           | 1998.  |                                                       |
| Blaque       | Release Me                   | Blaque                    | 1999.  |                                                       |
| Hikaru Utada | Never Let Go                 | First Love                | 1999.  | Instrumentalna skladba.                               |
| Carl Thomas  | Emotional                    | Emotional                 | 2000.  |                                                       |
| Lil' Zane    | Ways of the World            | Young World: The Future   | 2000.  |                                                       |
| Brainpower   | Je Moest Waarschijnlijk Gaan |                           | 2001.  | Live izvedba.                                         |
| Craig David  | Rise & Fall                  | Slicker Than Your Average | 2002.  | Skladba snimljena zajedno sa Stingom i novim tekstom. |
| Sugababes    | Shape                        | Angels with Dirty Faces   | 2002.  |                                                       |
| Rain         | Ways to Avoid the Sun        |                           | 2003.  | Slična melodija inspirirana Stingovim originalom.     |
| Shontelle    | I Crave You                  | Shontelligence            | 2008.  |                                                       |
| Pastor Troy  | For My Soldiers              | Attitude Adjuster         | 2008.  |                                                       |